# Sinopeltosaurus minimus
Sinopeltosaurus minimus es la única especie conocida del género dudoso extinto Sinopeltosaurus de dinosaurio ornitisquio escelidosáurido, que vivió a principios del período Jurásico, hae aproximadamente  entre 199 a 190 millones de años durante el Sinemuriense, en lo que es hoy Asia. Fue descrito por Roman Ulansky. La especie tipo y única conocida es S. minimus, hallada en rocas del Jurásico de la Formación Lufeng de Yunnan en China, basándose en un conjunto articulado de huesos del tobillo. En 2016, Peter Malcolm Galton y Kenneth Carpenter lo identificaron como un nomen dubium, y lo consideraron como un Ornithischia indeterminado, posiblemente Thyreophora indet. Ulansky  se refirió a este igualmente con los nombres de Sinopeltosaurus minimus o Sinopelta minima. Galton y Carpenter, siendo los primeros que lo revisaron usando el Código Internacional de Nomenclatura Zoológica, hicieron al primero el nombre oficial.